# Styelidae
Famille
Synonymes
- Botryllidae Verrill, 1871[2]

Les Styelidae sont une famille d'ascidies de l'ordre des Stolidobranchia.

On la divise parfois en 3 sous-familles : - Botryllinae (coloniales), - Polyzoinae (vivant en groupes) et - Styelinae (solitaires ou juxtaposées).

## Liste des genres
Selon World Register of Marine Species (23 octobre 2023) :
- genre Alloeocarpa Michaelsen, 1900
- genre Amphicarpa Michaelsen, 1922
- genre Arnbackia Brewin, 1950
- genre Asterocarpa Brewin, 1946
- genre Bathyoncus Herdman, 1882
- genre Bathystyeloides Seeliger, 1907
- genre Berillia Brewin, 1952
- genre Botryllocarpa Hartmeyer, 1909
- genre Botrylloides Milne Edwards, 1841
- genre Botryllus Gaertner, 1774
- genre Chorizocarpa Michaelsen, 1904
- genre Cnemidocarpa Huntsman, 1913
- genre Dendrodoa MacLeay, 1824
- genre Dextrocarpa Millar, 1955
- genre Diandrocarpa Van Name, 1902
- genre Dicarpa Millar, 1955
- genre Distomus Gaertner, 1774
- genre Eusynstyela Michaelsen, 1904
- genre Gynandrocarpa Michaelsen, 1900
- genre Kukenthalia Hartmeyer, 1903
- genre Metandrocarpa Michaelsen, 1904
- genre Monandrocarpa Michaelsen, 1904
- genre Oculinaria Gray, 1868
- genre Oligocarpa Hartmeyer, 1911
- genre Pelonaia Forbes & Goodsir, 1841
- genre Podostyela
- genre Polyandrocarpa Michaelsen, 1904
- genre Polycarpa Heller, 1877
- genre Polyzoa Lesson, 1831
- genre Protostyela Millar, 1954
- genre Psammobotrus Oka, 1932
- genre Psammostyela Weinstein, 1961
- genre Seriocarpa Diehl, 1969
- genre Stolonica Lacaze-Duthiers & Délage, 1892
- genre Styela Fleming, 1822
- genre Symplegma Herdman, 1886
- genre Syncarpa Redikorzev, 1913
- genre Theodorella Michaelsen, 1922
- genre Tibitin Monniot, 1983

## Galerie

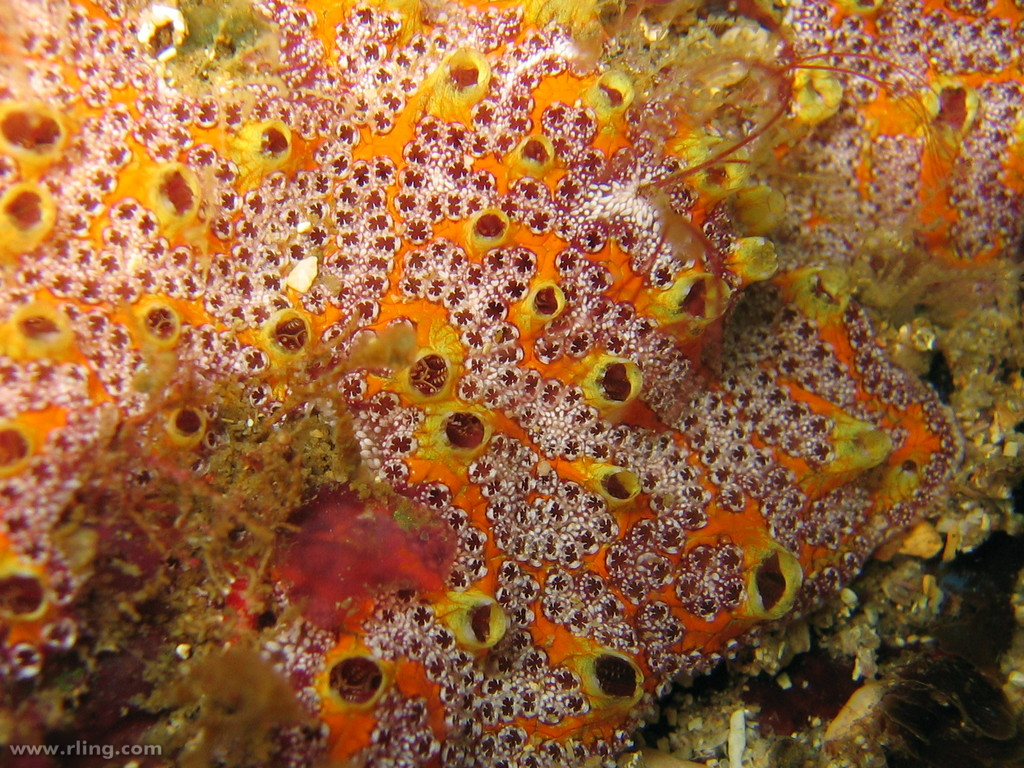
Botrylloides magnicoecum.
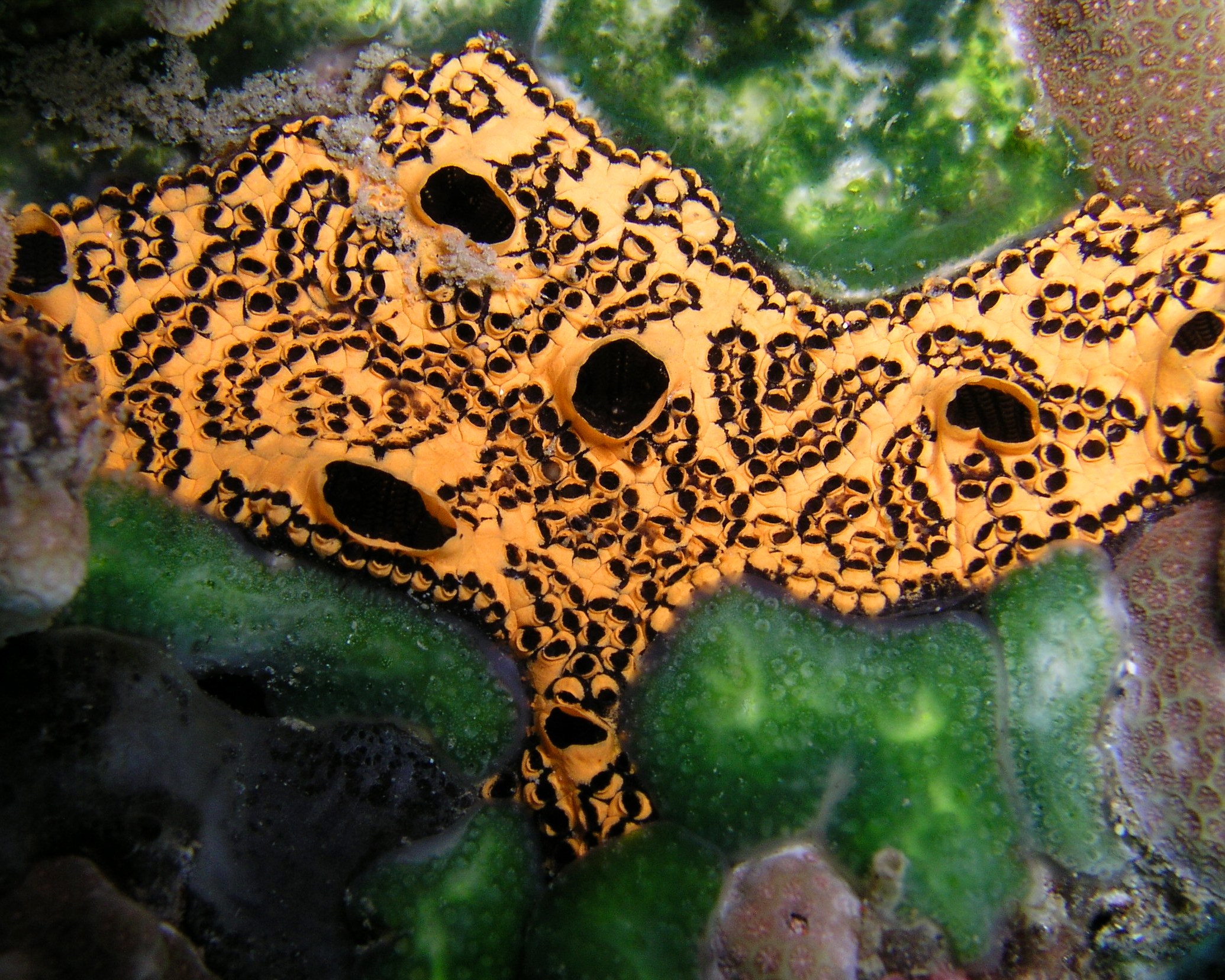
Botryllus schlosseri.
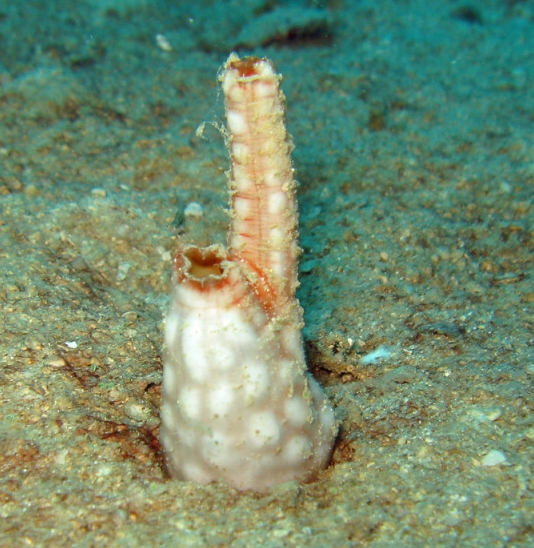
Cnemidocarpa stolonifera.
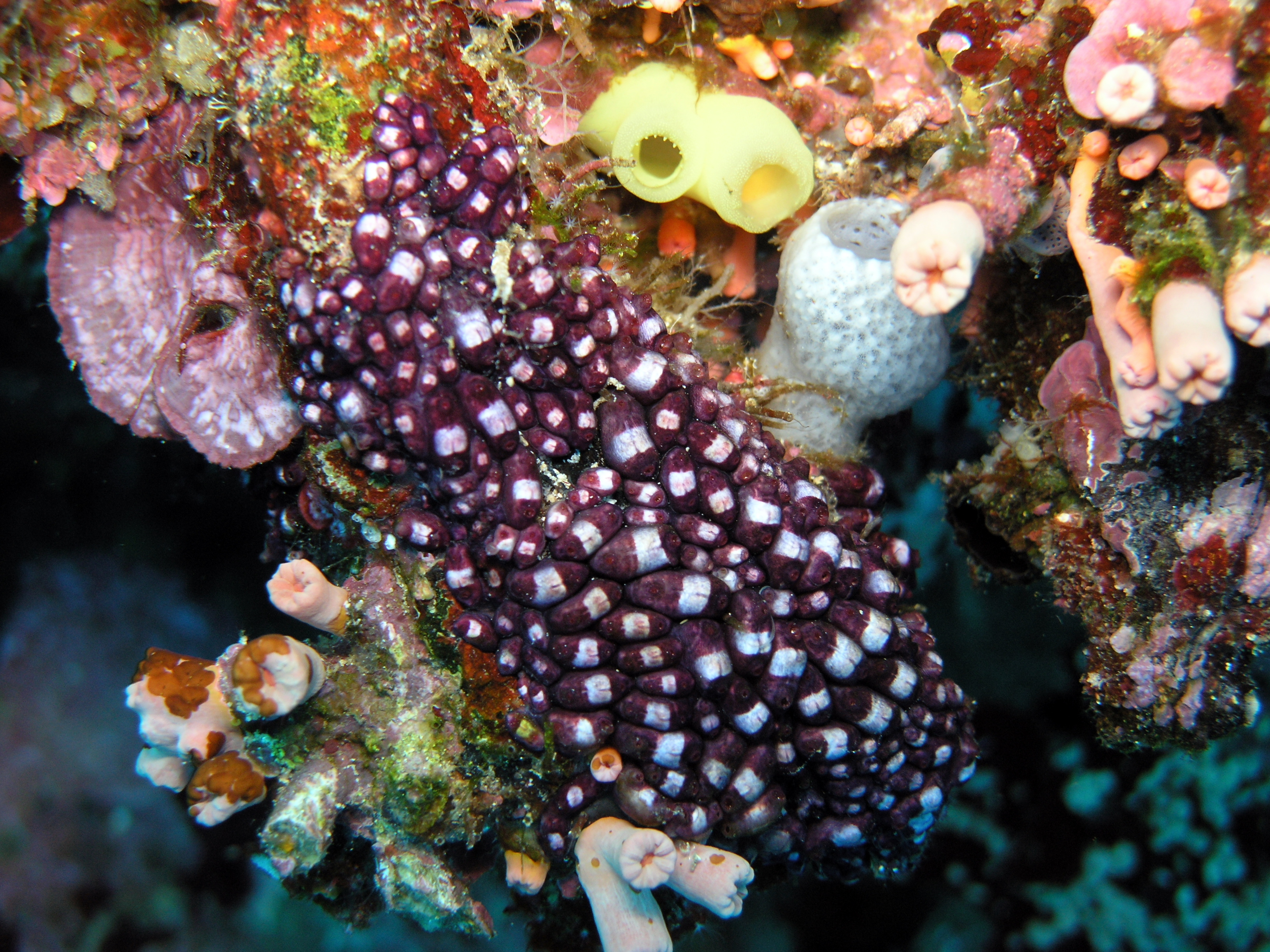
Eusynstyela misakiensis.
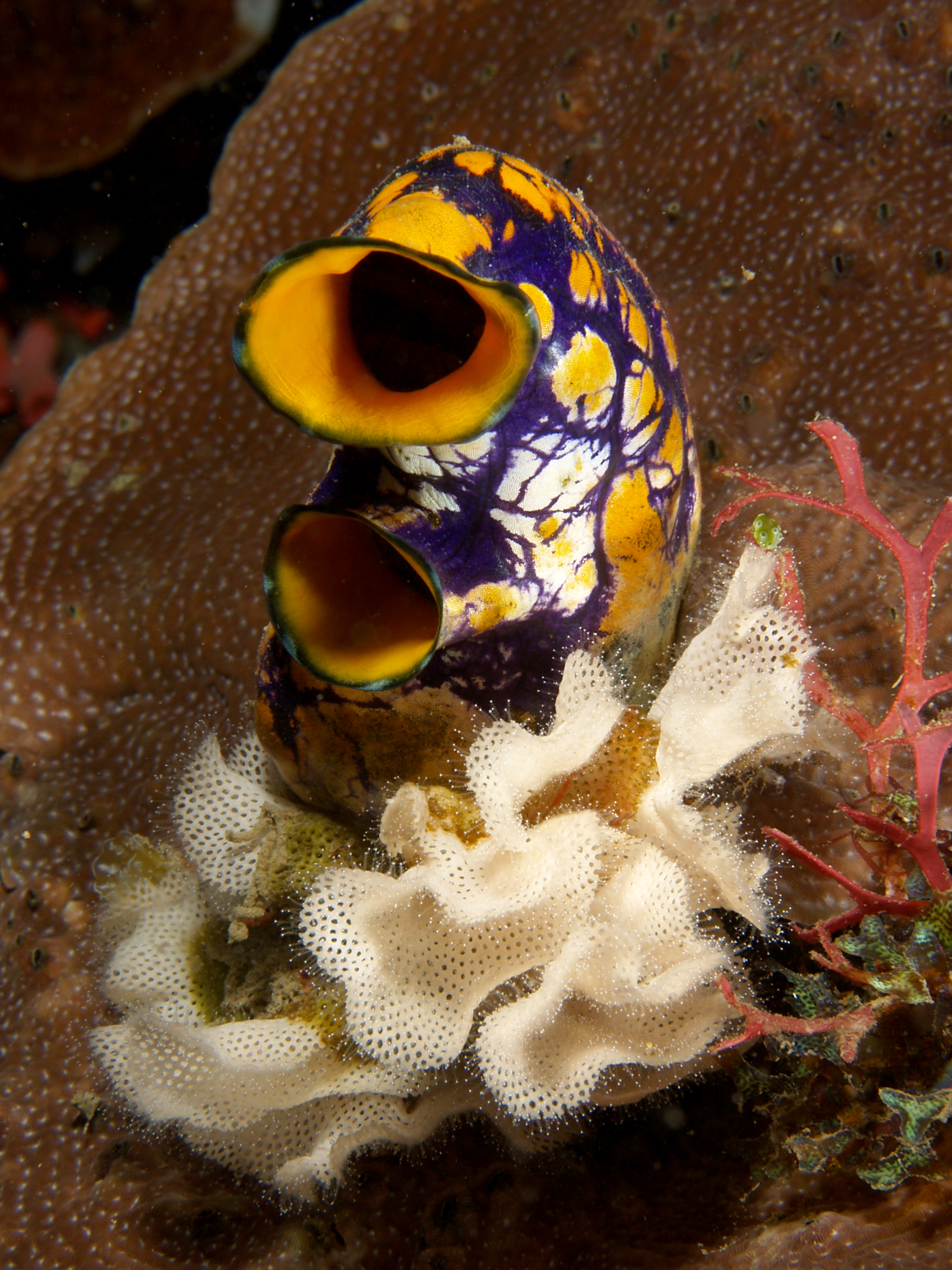
Polycarpa aurata.
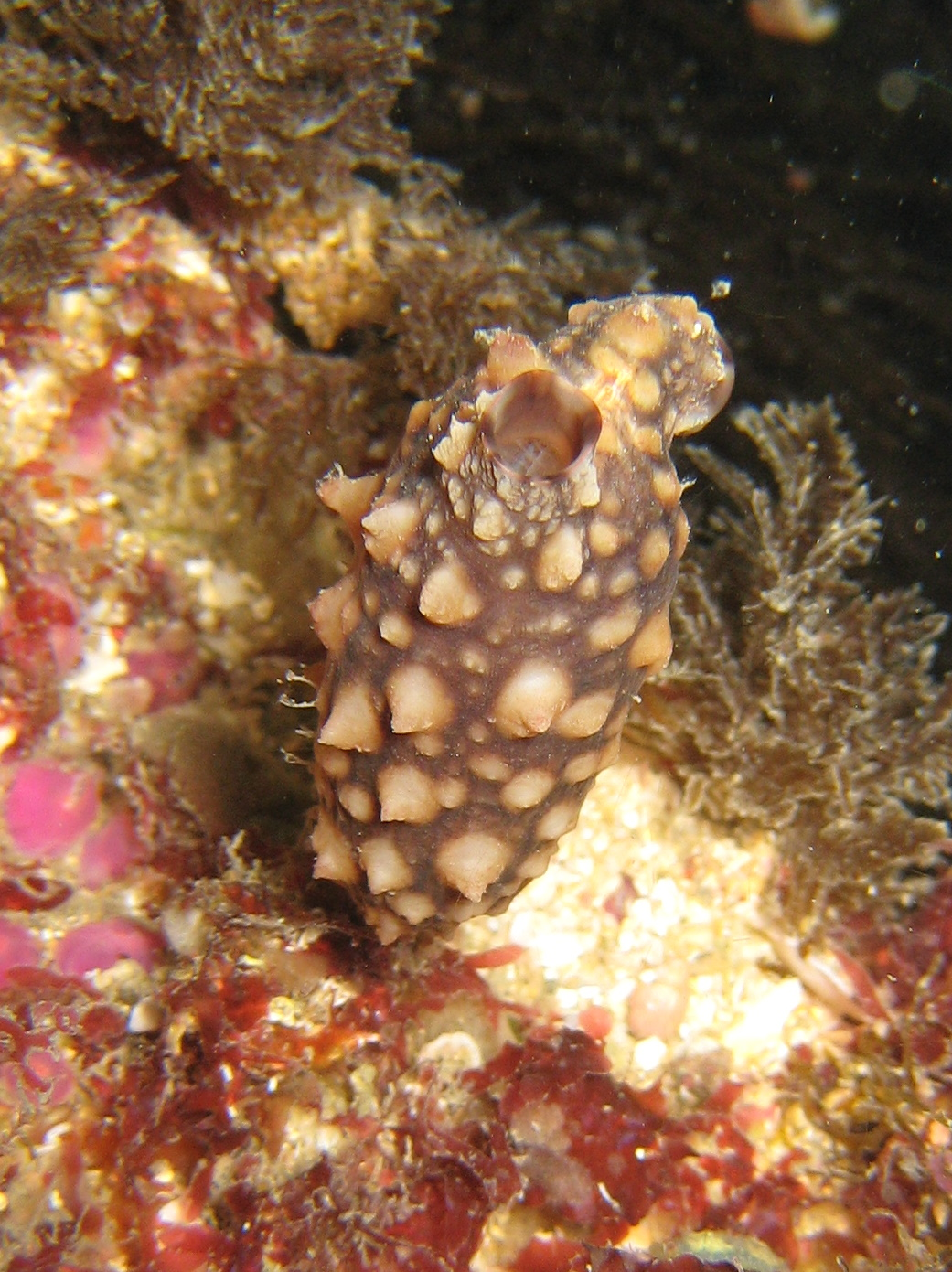
Styela clava.
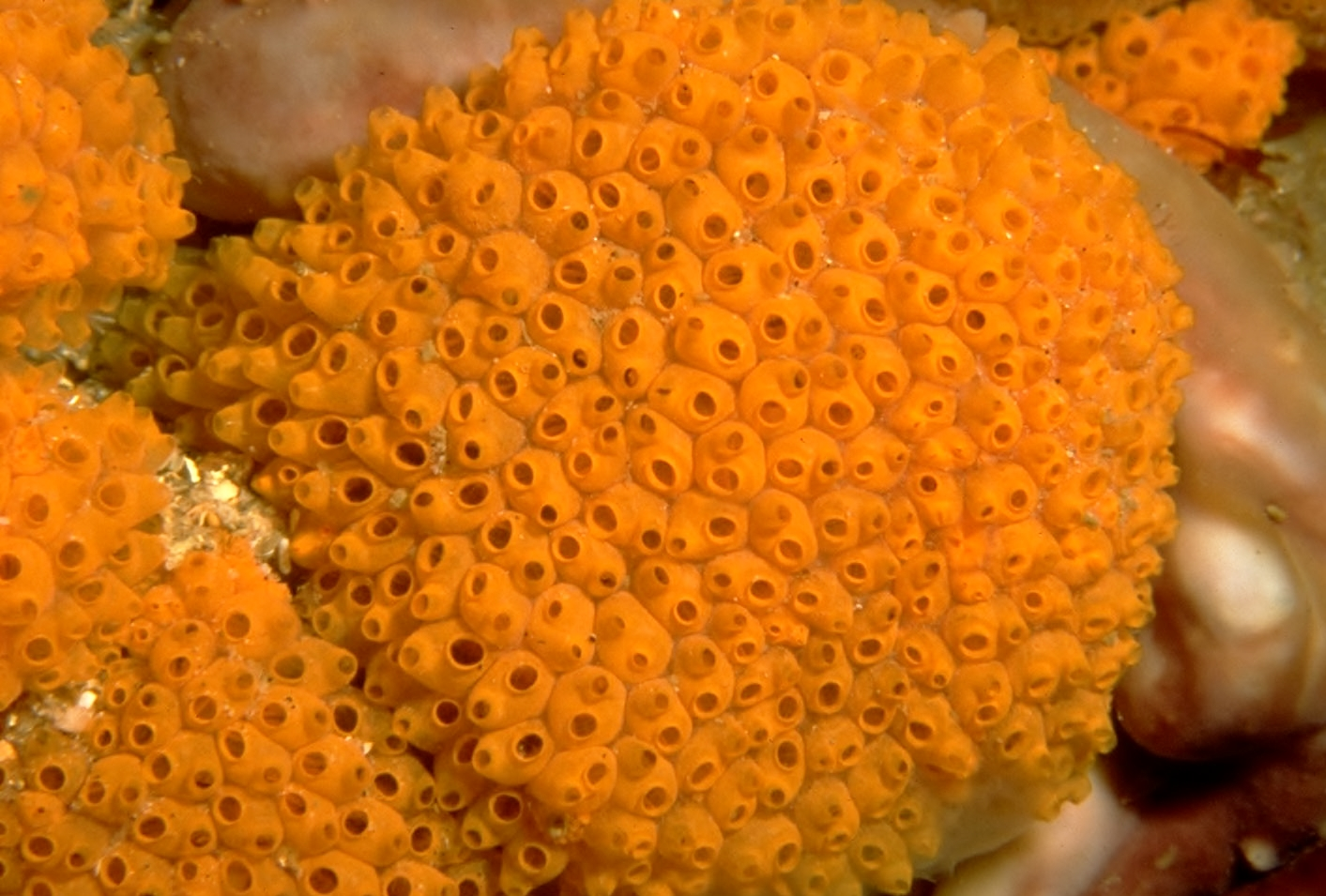
Symplegma rubra.
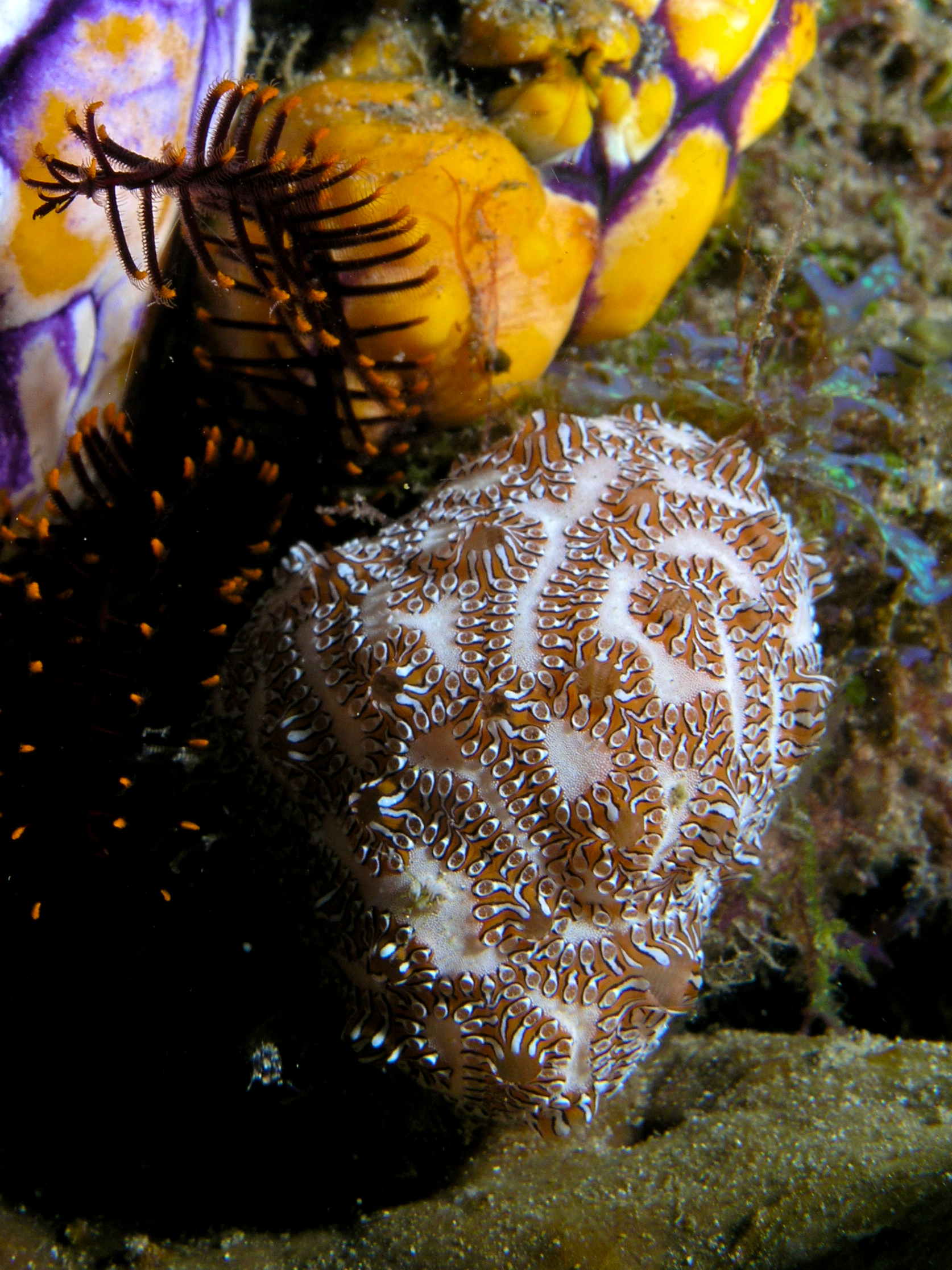
Botryllus sp.